# Osaka Grand Prix

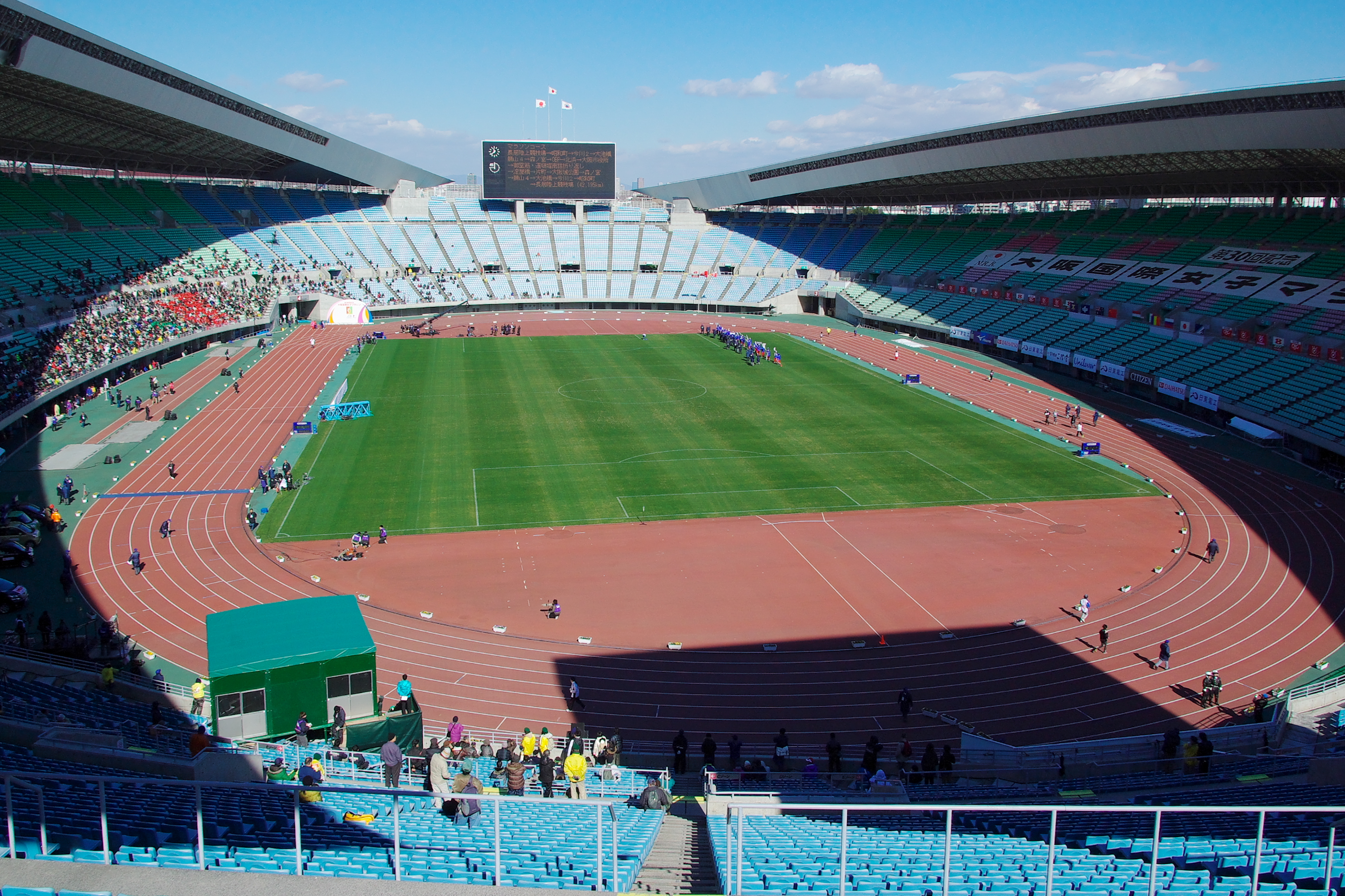
Het Nagaistadion waar de Osaka Grand Prix jaarlijks werd georganiseerd.

De Osaka Grand Prix is een voormalig atletiekevenement, dat jaarlijks in Osaka (Japan) werd georganiseerd. De wedstrijd kende een totaal van vijftien edities in de periode van 1996 tot 2010. De wedstrijd vond meestal plaats in de eerste helft van mei in het Nagaistadion, het atletiekstadion waar ook de wereldkampioenschappen van 2007 werden gehouden. Het evenement was tussen 2005 en 2009 onderdeel van de IAAF Grand Prix. In 2010 maakte de Osaka Grand Prix deel uit van het IAAF World Challenge-circuit. In 2011 werd de wedstrijd en de plaats in de World Challenge vervangen door de Golden Grand Prix Kawasaki.

## Meetingrecords
| Onderdeel            | Prestatie          | Atleet                                                | Nationaliteit | Datum       |
| -------------------- | ------------------ | ----------------------------------------------------- | ------------- | ----------- |
| 100 m                | 9,91 s (−0,4 m/s)  | Maurice Greene                                        | USA           | 13 mei 2000 |
| 200 m                | 19,84 s (−0,4 m/s) | Michael Norman                                        | USA           | 19 mei 2019 |
| 400 m                | 44,02 s            | Jeremy Wariner                                        | USA           | 5 mei 2007  |
| 800 m                | 1.46,53            | Jeff Riseley                                          | AUS           | 10 mei 2008 |
| 1500 m               | 3.34,14            | Japheth Kimutai                                       | KEN           | 13 mei 2000 |
| 1 Eng. mijl          | 3.51,30            | Noureddine Morceli                                    | ALG           | 11 mei 1996 |
| 5000 m               | 13.03,51           | Daniel Komen                                          | KEN           | 10 mei 1997 |
| 3000 m steeplechase  | 8.17,31            | Wesley Kiprotich                                      | KEN           | 7 mei 2005  |
| 110 m horden         | 13,06 s (−1,2 m/s) | Liu Xiang                                             | CHN           | 8 mei 2004  |
| 400 m horden         | 47,60 s            | Bershawn Jackson                                      | USA           | 6 mei 2006  |
| hoogspringen         | 2,30 m             | Lee Jin-Taek                                          | KOR           | 11 mei 1996 |
| hoogspringen         | 2,30 m             | Daigo Naoyuki                                         | JPN           | 5 mei 2007  |
| polsstokhoogspringen | 5,75 m             | Dmitri Markov                                         | AUS           | 7 mei 2005  |
| polsstokhoogspringen | 5,75 m             | Brad Walker                                           | USA           | 7 mei 2005  |
| polsstokhoogspringen | 5,75 m             | Paul Burgess                                          | AUS           | 6 mei 2006  |
| verspringen          | 8,49 m (+1,9 m/s)  | Savante Stringfellow                                  | USA           | 11 mei 2002 |
| hink-stap-springen   | 17,01 m (±0,0 m/s) | Kenta Bell                                            | USA           | 10 mei 2003 |
| kogelstoten          | 21,61 m            | John Godina                                           | USA           | 9 mei 1998  |
| discuswerpen         | 65,12 m            | Jason Tunks                                           | CAN           | 12 mei 2001 |
| kogelslingeren       | 82,95 m            | Koji Murofushi                                        | JPN           | 10 mei 2003 |
| speerwerpen          | 90,60 m            | Jan Železný                                           | CZE           | 11 mei 1996 |
| 4 × 100 m            | 38,00 s            | Shuhei Tada Ryota Yamagata Yuki Koike Yoshihide Kiryu | JPN           | 19 mei 2019 |

| Onderdeel            | Prestatie          | Atlete             | Nationaliteit | Datum       |
| -------------------- | ------------------ | ------------------ | ------------- | ----------- |
| 100 m                | 10,79 s (−0,6 m/s) | Marion Jones       | USA           | 9 mei 1998  |
| 200 m                | 22,55 s            | Ivet Lalova        | BUL           | 19 mei 2019 |
| 400 m                | 50,04 s            | Falilat Ogunkoya   | NGR           | 13 mei 2000 |
| 800 m                | 2.01,79            | Charmaine Howell   | JAM           | 12 mei 2001 |
| 1500 m               | 4.03,51            | Sarah Jamieson     | AUS           | 6 mei 2006  |
| 5000 m               | 14.58,14           | Lucy Wangui        | KEN           | 6 mei 2006  |
| 110 m horden         | 12,71 s (−0,0 m/s) | Sally McLellan     | AUS           | 6 mei 2006  |
| 400 m horden         | 53,85 s            | Deon Hemmings      | USA           | 10 mei 1997 |
| hoogspringen         | 2,02 m             | Stefka Kostadinova | BUL           | 10 mei 1997 |
| polsstokhoogspringen | 4,45 m             | Emma George        | AUS           | 9 mei 1998  |
| polsstokhoogspringen | 4,45 m             | Melinda Owen       | USA           | 8 mei 2010  |
| verspringen          | 6,86 m (+1,6 m/s)  | Kumiko Ikeda       | JPN           | 6 mei 2006  |
| hink-stap-springen   | 14,72 m (+0,5 m/s) | Sarka Kasparkova   | CZE           | 10 mei 1997 |
| kogelstoten          | 18,93 m            | Valerie Adams      | NZL           | 10 mei 2003 |
| discuswerpen         | 63,68 m            | Xiao Yanling       | CHN           | 10 mei 1997 |
| kogelslingeren       | 75,27 m            | Wang Zheng         | CHN           | 19 mei 2019 |
| speerwerpen          | 65,66 m            | Mikaela Ingberg    | FIN           | 11 mei 1996 |
| 4 × 100 m            | 42,93 s            |                    |               | 9 juli 2009 |
| 4 × 400 m            | 3.28,97            |                    |               | 9 juli 2009 |